# Potència (bicicleta)
La potència, també anomenada tija del manillar, uneix el manillar al quadre de la bicicleta a través del tub de direcció de la forquilla. La forma i la mida de la potència determinen la posició del manillar.

Hi ha dos tipus bàsics de potència segons la forma d'unir-la al quadre: les de tipus roscat i les no roscades, sent 

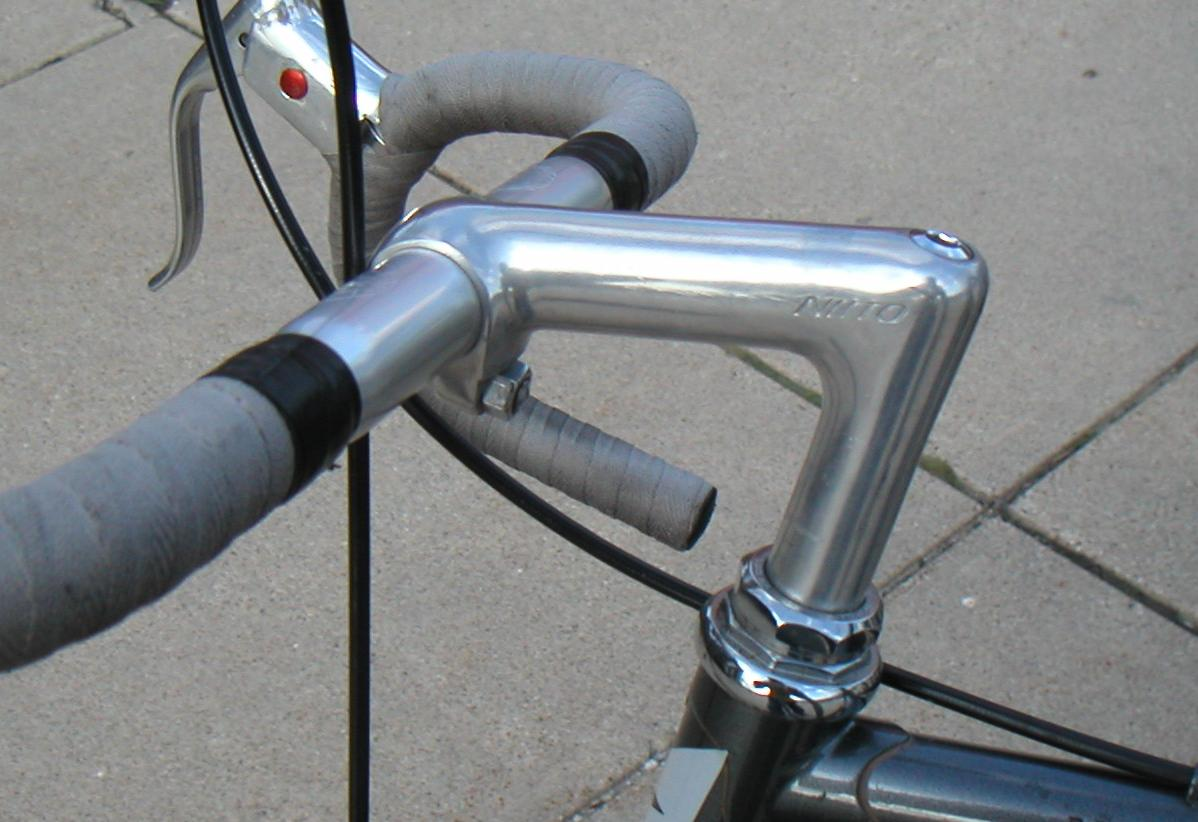
Potència amb rosca
La potència s'insereix dintre del tub de direcció

aquest últim tipus conegut com a sistema «ahead». Cada tipus és compatible amb uns certs dissenys de rodaments i forquilles:
- Potència amb rosca: el tradicional dels dos estils de la potència del manillar, en el qual la potència s'insereix dins d'un tub de direcció roscat que no s'estén per sobre de tub frontal. Aquest estil ha estat desplaçat com a estàndard en la indústria de bicicletes esportives, tanmateix, segueix sent estàndard en la majoria de les bicicletes urbanes, a les bicicletes esportives econòmiques i a les bicicletes retro de gamma alta. En aquest tipus de potència, la mesura habitual del tub de la forquilla és d'1 polzada (2,54 cm). La clau per a l'ajustament de la potència amb rosca al tub frontal en la majoria de les bicicletes és la de 32 mm, encara que a les bicicletes de muntanya és habitual la de 36 mm.[1] Un avantatge de les potències amb rosca és la possibilitat d'ajustar l'altura del manillar, en existir un marge en la proporció del tub de la potència que va dins de la forquilla de la direcció.

- Potència sense rosca: El tub de la forquilla és totalment llis, sense cap rosca. La potència és, en aquest Potència Ahead (sense rosca)

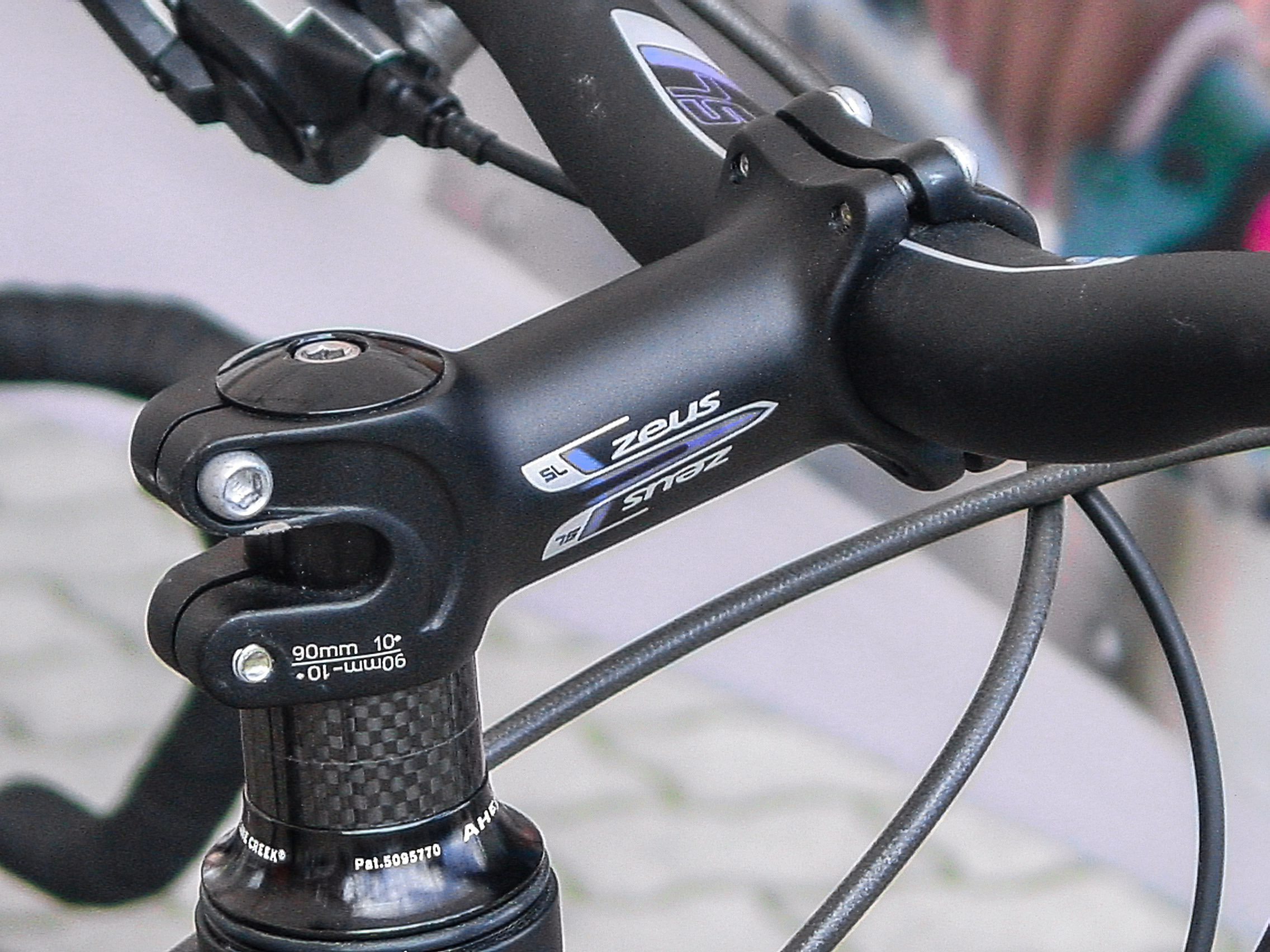
Potència Ahead (sense rosca)
La potència abraça el tub de direcció des de l'exterior

La potència abraça el tub de direcció des de l'exteriormodel, una peça cilíndrica d'uns 10 cm que uneix el manillar amb la forquilla i que pot desplaçar-se sobre l'eix vertical de la forquilla per a la seva col·locació a la mesura del ciclista. En estrènyer els cargols de la potència aquesta abraça el tub de la forquilla i la direcció queda «atrapada» al mig i ben subjecta. Una vegada col·locada la potència a la mesura desitjada, és habitual tallar el sobrant del tub de direcció de la forquilla que queda per sobre d'aquella per motius d'estètica, impedint (a diferència del que ocorre en els models roscats) la possibilitat d'ajustar el manillar posteriorment. La mesura del tub de la forquilla més usada actualment en aquest tipus de potències és d'1-1/8 polzades (2,86 cm).